# Château de Montferrand (Montferrand-du-Périgord)
Le château de Montferrand est situé sur la commune de Montferrand-du-Périgord, dans le département de la Dordogne.

## Localisation
Le château de Montferrand, bien que plus modeste que le château de Biron, est situé au carrefour de plusieurs routes importantes, et bénéficie du cours de la Couze, permettant d'alimenter moulins et forges, favorable au peuplement et au commerce.

## Historique
À la fin du XIIe siècle, les Biron, après avoir abandonné à leurs descendants les Gontaut-Biron le château ancestral, viennent s'installer dans leur demeure de Montferrand, qu'ils transforment en château.

## Protection
Le château en totalité, avec les bâtiments, les vestiges, les sols et l'enceinte fortifiée, fait l’objet d’une inscription au titre des monuments historiques par arrêté du 29 novembre 2013,. L'arrêté du 13 janvier 1948 est abrogé.

### Cinéma et télévision
Le château de Montferrand a été le décor d'un tournage pour la série Draculi & Gandolfi de Guillaume Sanjorge,.